# Egretta sacra
La garceta de arrecife o garceta costera oriental (Egretta sacra) es una especie de ave pelecaniforme de la familia Ardeidae propia de Asia y Australasia.

## Distribución
Es nativa de Corea, Japón, China, India, sudoeste de Asia, Papúa Nueva Guinea, Australia, Nueva Caledonia, Micronesia y Nueva Zelanda.

## Características
En su edad madura puede medir de 57 a 66 cm de alto y pesar aproximadamente 400 g.

## Historia natural
Se le puede ver por las orillas de las costas, manglares, estuarios y en aguas salobres o saladas. Puede convivir en grupos o solo con su pareja, hace sus nidos con ramas de arbustos o árboles.
Puede llegar a tener de 2 a 5 huevos, y su incubación puede tardar aproximadamente un mes. Se alimenta de peces, crustáceos y moluscos. 

## Subespecies
Se reconocen dos subespecies de Egretta sacra:
- Egretta sacra albolineata (Gray,G.R., 1859) - Nueva Caledonia e islas de la Lealtad
- Egretta sacra sacra (Gmelin, 1789) - costas del Sudeste asiático, archipiélago malayo, Oceanía y Australasia